# Lichuan (Enshi)
Koordinaten: 30° 15′ N, 108° 49′ O
Die Stadt Lichuan (chinesisch 利川市, Pinyin Lìchuān Shì) ist eine kreisfreie Stadt im Südwesten der chinesischen Provinz Hubei. Sie gehört zum Verwaltungsgebiet des Autonomen Bezirks Enshi der Tujia und Miao. Lichuan hat eine Fläche von 4.603 km² und 674.500 Einwohner (Stand: Ende 2019).